# Eshpum

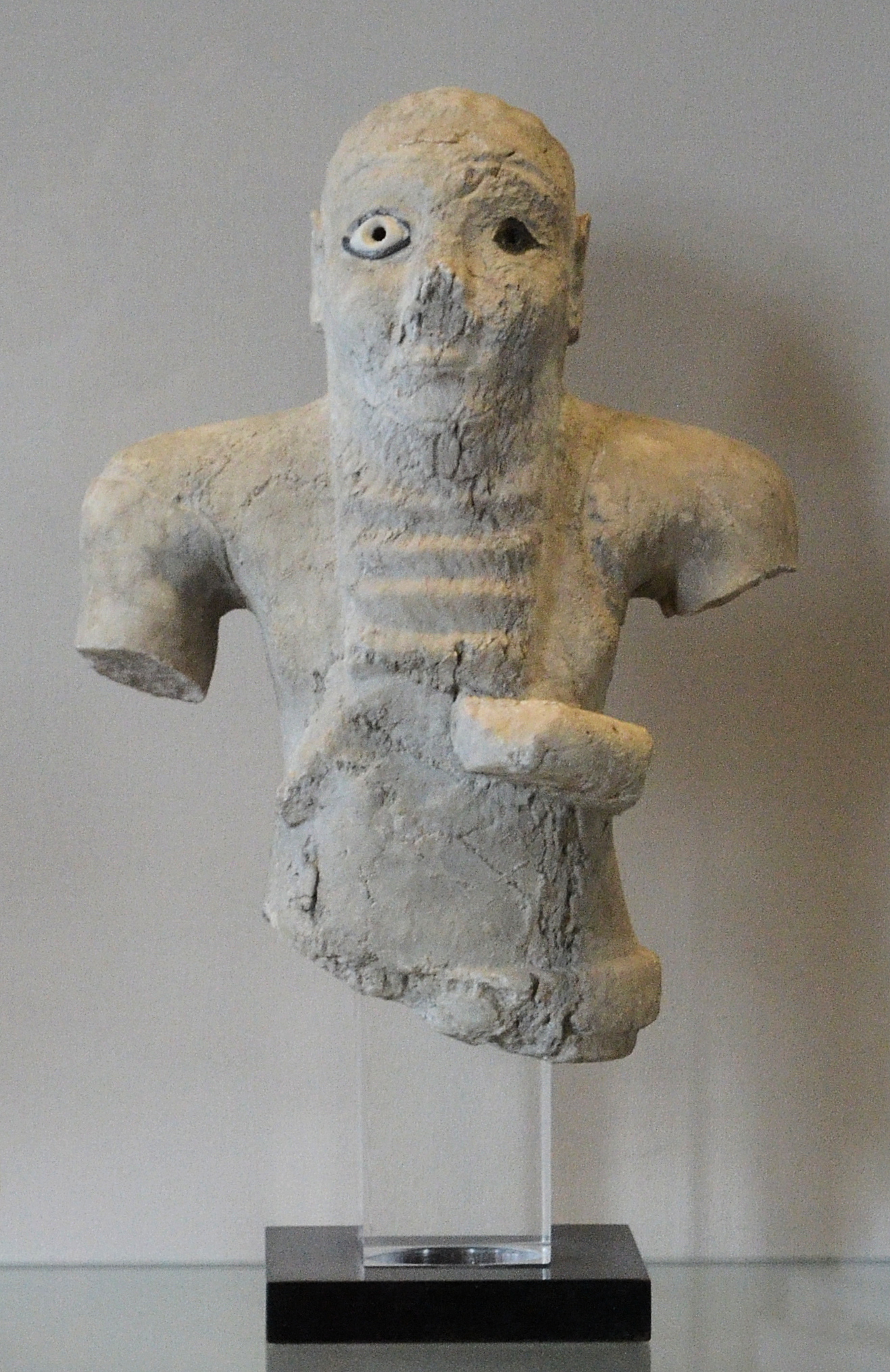
Estatua mesopotámica arcaica de un orante fechado alrededor del año 2700 a. C., rededicado por Eshpum a la diosa elamita Narundi. Encontrado en Susa

Eshpum fue un gobernante de Elam que ejerció poder alrededor entre los años 2269 a 2255 a. C. Era vasallo del rey del Imperio acadio Manishutushu.
Mientras Eshpum estaba a cargo de Elam, otro gobernador de Manistushu llamado Ilshu-rabi estaba a cargo de Pashime, en la zona costera de Irán.

## Estatua votiva
Se conoce una estatua arcaica de un orante, que fue re-dedicada por Eshpum, la cual actualmente se encuentra en el Museo del Louvre Sb 82. Se lee:

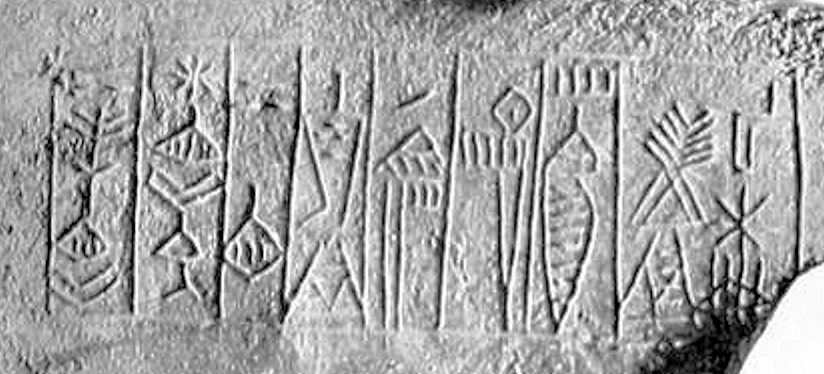
Inscripción votiva de Eshpum

"ma-an-isz-tu-su / lugal / kish / esh18-pum / ARAD2-su / a-na / {d} na-ru-ti / a mu-na-ru"
Traducción: "Para Manishutusu, rey de Kish, Eshpum su sirviente, dedicó esta estatua a Narundi"

## Inscripción del sello
Se conoce otra inscripción de Eshpum, que dice "Eshpum, gobernante de Elam" (esz18-pum ensi2 elam {ki}). 

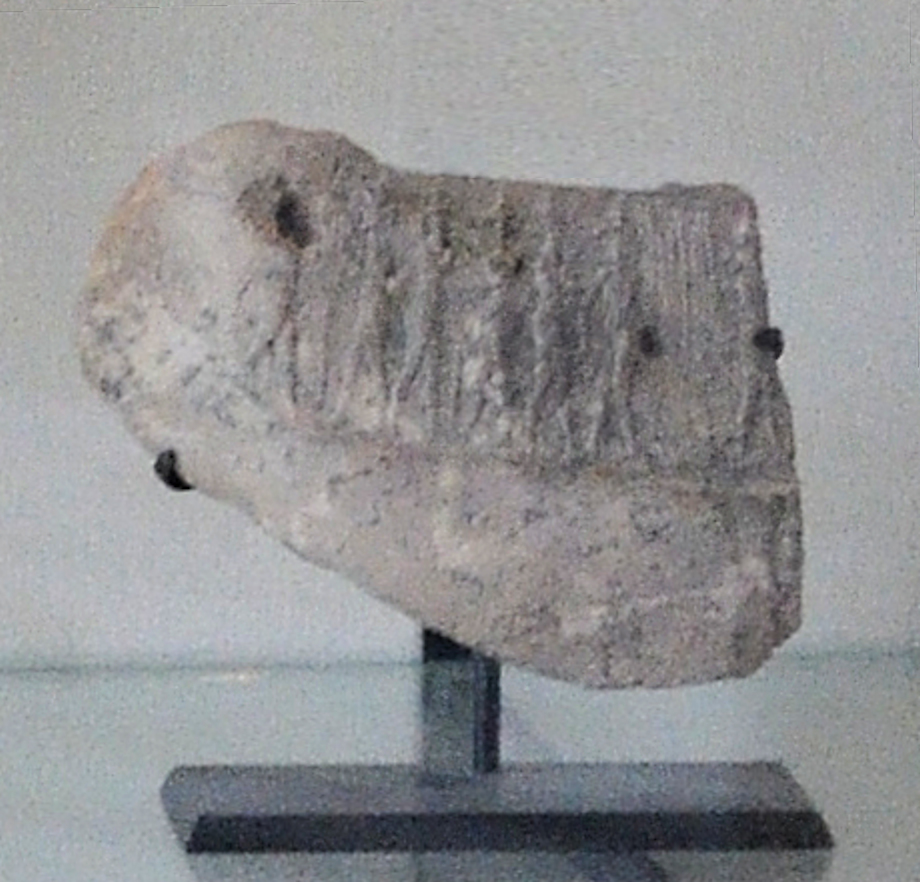
Sello de impresión con la inscripción "Eshpum gobernador de Elam"
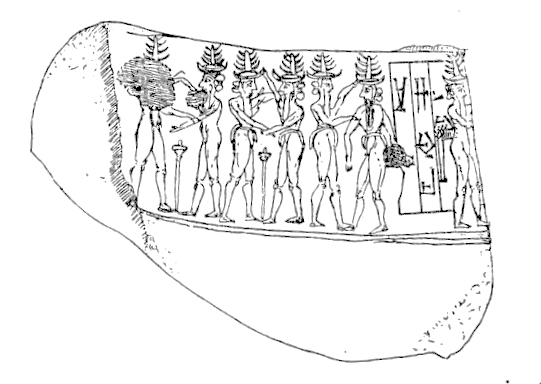
Misma inscripción pero copiada como dibujo.